# Острів D – Болашак
Острів D — Болашак — трубопровідна система, що входить до комплексу облаштування унікального нафтового родовища Кашаган.
Кашаган лежить у мілководній північно-східній частині Каспійського моря. Його розробку організували за допомогою штучних островів, центральне місце серед яких займає Острів D. Тут є дві технологічні лінії сукупною добовою потужністю 450 тисяч барелів, які, зокрема, провадять сепарацію нафти та попутного газу. Далі близько половини попутного газу закачується назад з метою підтримки пластового тиску, а друга частина газу та нафта спрямовуються по двох трубопроводах діаметрами по 700 мм на береговий комплекс підготовки Болашак. Довжина траси трубопроводів становить 96 км, з яких 70 км припадає на морську ділянку та прибережні болота.
Видобуток на Кашагані офіційно запустили 11 вересня 2013 року, а вже 24 вересня виявили витік попутного газу. Подальше обстеження показало, що і газопровід, і нафтопровід у поганому технічному стані й не можуть бути використані в розробці родовища, а підлягають заміні. Причиною став корозійний вплив сполук сірки, великі обсяги яких містяться у продукції Кашагану. Повторно ввести родовище в експлуатацію вдалось лише через кілька років.
Для забезпечення енергетичних потреб промислу на острові D наявна власна електростанція. Вона споживає газ, який пройшов підготовку в комплексі Болашак із вилученням сірководню та поданий назад на острів D по третій нитці трубопровідної системи, яка має діаметр 450 мм.
Можливо відзначити, що станом на кінець 2010-х щодоби назад у Кашаган закачувалось близько 12 млн м3 газу і ще 12,5 млн м3 відправлялось на Болашак.